# O Homem Que Mudou o Mundo
The Gathering Storm (bra/prt: O Homem Que Mudou o Mundo) é um telefilme biográfico co-produzido pela BBC e HBO sobre Winston Churchill nos anos anteriores à Segunda Guerra Mundial. O título do filme faz referência ao primeiro livro (de uma coletânea de seis) autobiográfico de Churchill, que cobre o período de 1919 a 3 de setembro de 1939, dia em que ele se tornou o primeiro lorde do Almirantado.
The Gathering Storm foi dirigido por Richard Loncraine e escrito por Larry Ramin e Hugh Whitemore, e é estrelado por Albert Finney como Churchill e Vanessa Redgrave como sua esposa Clementine Churchill ("Clemmie"). O filme também apresenta no elenco Derek Jacobi, Ronnie Barker, Jim Broadbent, Tom Wilkinson, Celia Imrie, Linus Roache e Hugh Bonneville, e a aparição do jovem Tom Hiddleston. Outros atores que fazem breves aparições entre o elenco são Lena Headey, Simon Williams e Edward Hardwicke.
Finney recebeu muitos elogios por seu desempenho, ganhando um BAFTA, um Emmy e um Globo de Ouro de melhor ator. Ramin e Whitemore ganharam o Emmy de Melhor Roteiro, além de um prêmio Peabody em 2002. Em 2016, Mark Lawson do The Guardian classificou-o como o retrato mais memorável de Churchill na televisão. Uma sequência, Into the Storm, foi lançada em 2009, com Churchill sendo retratado por Brendan Gleeson, e se concentra nos dias do primeiro-ministro no cargo durante a Segunda Guerra Mundial.

## Elenco
- Albert Finney como Winston Churchill
- Vanessa Redgrave como Clementine Churchill
- Jim Broadbent como Desmond Morton
- Linus Roache como Ralph Wigram
- Lena Headey como Ava Wigram
- Derek Jacobi como Stanley Baldwin
- Ronnie Barker como David Inches
- Tom Wilkinson como Sir Robert Vansittart
- Celia Imrie como Violet Pearman
- Hugh Bonneville como Ivo Pettifer
- Gottfried John como Friedrich von Schroder
- Anthony Brophy como Brendan Bracken
- Edward Hardwicke como Mr. Wood
- Tom Hiddleston como Randolph Churchill
- Tim Bentinck como John Churchill
- Dolly Wells como Sarah Churchill
- Emma Seigel como Mary Churchill
- Nancy Carroll como Diana Churchill
- John Standing como Lord Moyne
- Gerrard McArthur como Vic Oliver